# Římskokatolická církev v Koreji

Korejské diecéze

Církevní provincie v Koreji (modře soulská, oranžově Kwangdžu, světle zeleně Tegu, tmavě zeleně územní opatství Tŏkwon)

Římskokatolická církev v Koreji je největší organizovanou křesťanskou církví na území Korejského poloostrova. Hlásí se k ní přibližně 10,5% populace v Jižní Koreji (protestantů je přibližně o 2% více, jsou ale rozděleni do více církví). V Severní Koreji nelze přesný počet zjistit kvůli perzekucím ze strany státu. 
Na rozdíl od politického rozdělení poloostrova na dva státy, z církevního pohledu není Korea rozdělená; všechna severokorejská biskupství jsou sufragány arcibiskupství v Soulu (jejíž území se nachází na území obou států). 

## Struktura
Na území Korejského poloostrova se nachází 17 biskupství a arcibiskupství, rozčleněných do tří církevních provincií. Jako subjekt bezprostředně podřízený Svatému stolci je 1 územní opatství a Vojenský ordinariát, působící v Jižní Koreji.

### Církevní provincie Kwangdžu
- Arcidiecéze Kwangdžu
  -  Diecéze Čedžu
  - Diecéze Čondžu

### Soulská církevní provincie
- Arcidiecéze soulská
  - Diecéze čchunčchonská
  - Diecéze tedžonská
  - Diecéze hamhŭngská
  - Diecéze inčchonská
  - Diecéze pchjongjangská
  - Diecéze suwonská
  - Diecéze Uijeongbu
  - Diecéze Wondžu

### Církevní provincie Tegu
- Arcidiecéze Tegu
  - Diecéze Andong
  -  Diecéze Čchongdžu
  -  Diecéze masanská
  -  Diecéze pusanská

### Diecéze bezprostředně podřízené Svatému Stolci
- Územní opatství Tŏkwon
- Vojenský ordinariát v Koreji

## Jižní Korea
Přibližně 11,0% obyvatel Jižní Koreje se hlásí ke katolické víře, s druhou největší katolickou komunitou v Asii (po Filipínách), která má stále rostoucí tendenci.

## Severní Korea
Severní Korea de iure uznává náboženskou pluralitu, de facto se jedná o ateistický stát, který křesťany tvrdě pronásleduje od roku 1948, kdy se chopil moci diktátor Kim Ir-sen. Došlo k nejhoršímu tažení proti křesťanům ve 20. století. Do té doby tvořili křesťané 13 % z celkového počtu obyvatel a Pchjongjang byl kdysi nazýván „Jeruzalém Východu“. Následně byl v zemi zaveden myšlenkový systém Čučche, který je uplatňován i v současné době.